# Wikipedia w języku esperanto
Wikipedia w języku esperanto – edycja językowa Wikipedii w języku esperanto. Encyklopedia powstała 11 maja 2001 jako jedenasta edycja Wikipedii (razem z baskijską Wikipedią) i aktualnie jest trzydziesta druga na liście największych edycji językowych pod względem liczby artykułów.
We wrześniu 2018 przekroczyła 250 000 haseł, a 18 lipca 2021 próg 300 000 artykułów. Jest największą Wikipedią w języku pomocniczym oraz edycją językową Wikipedii z największą liczbą haseł przypadających na jedną osobę władającą językiem.
Pierwsza encyklopedia internetowa w języku esperanto, Enciklopedio Kalblanda, została założona 11 stycznia 1996 przez Stefana Kalba. W ciągu pięciu lat napisano do niej 139 haseł. W 2001 przekształciła się w esperancką Wikipedię. W encyklopedii znajduje się także treść Enciklopedio de Esperanto z 1933 roku.